# Vishal Mangalwadi

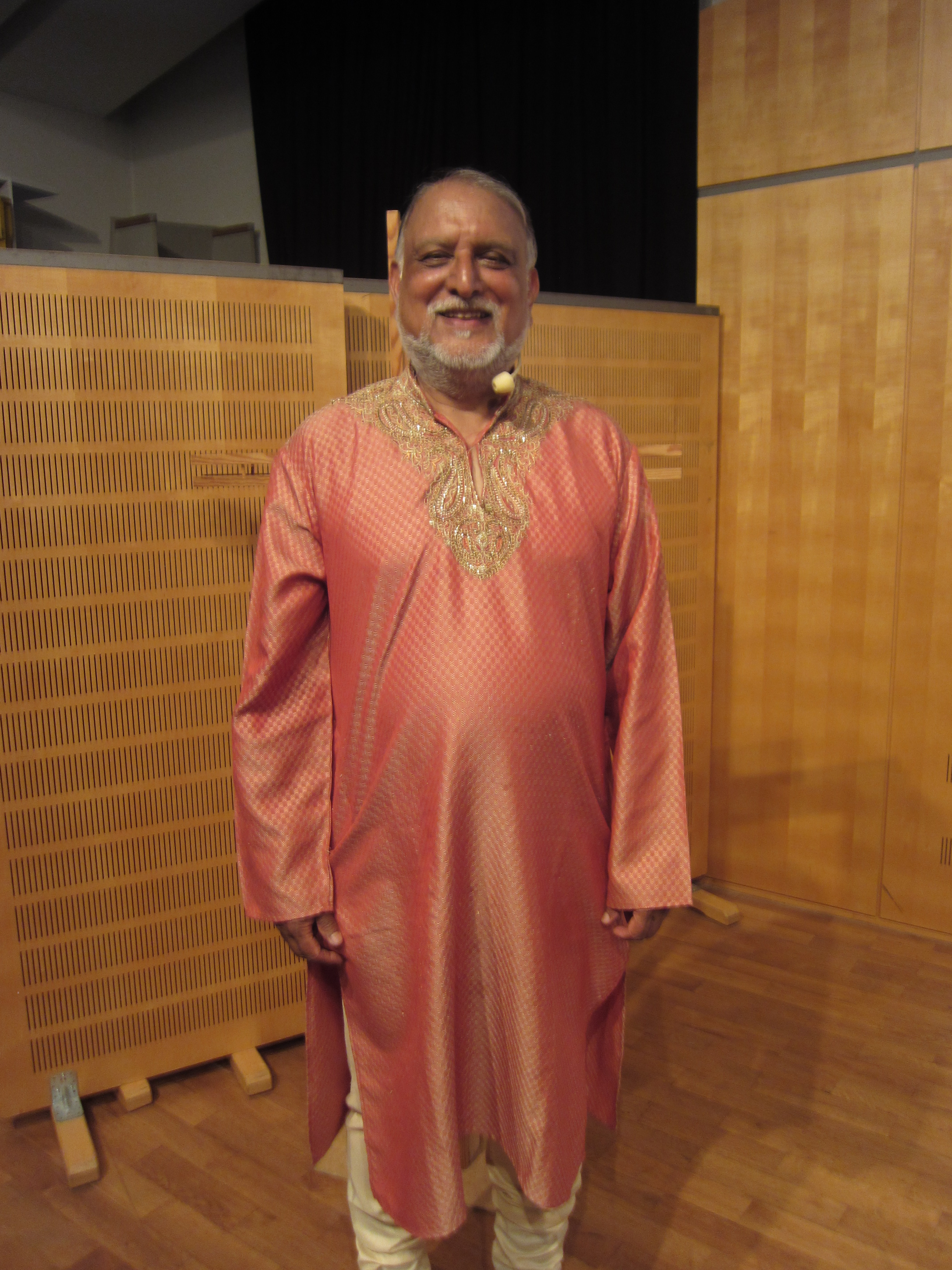
Vishal Mangalwadi 2017

Vishal Mangalwadi (* 1949 in Chhatarpur, Madhya Pradesh, Indien) ist ein indischer Philosoph, Buchautor, Referent, Sozialreformer, Politiker und Theologieprofessor. Die US-Zeitschrift Christianity Today bezeichnete ihn als den „führenden christlichen Intellektuellen Indiens“.

## Leben
Mangalwadi ist eines von sieben Kindern von Victor und Kusum Mangalwadi.
1967–1969 studierte er an der Universität von Allahabad in Uttar Pradesh Philosophie. 1971–1973 studierte er an der Universität von Indore weiter, wo er 1974 seinen Master of Arts in Philosophie erwarb. Danach besuchte er hinduistische Ashrams und L’Abri Fellowship von Francis Schaeffer in Huémoz in der Schweiz.
1974 war er Mitbegründer eines theologischen Forschungs- und Kommunikations-Instituts Traci. Gleichzeitig begann er, seine Diplomarbeit zu seinem ersten Buch weiterzuentwickeln mit dem Titel The World of Gurus (deutsch: Die Welt der Gurus). Es wurde 1977 im Vikas-Verlag veröffentlicht, und eine Serie davon erschien in der indischen Wochenzeitschrift Sunday. 1976 zogen seine Frau und er in die Farm seines Vaters im Dorf Gatheora im Bezirk Chhatarpur. Sie gründeten ACRA (Association For Comprehensive Rural Assistance), eine gemeinnützige Organisation zur ganzheitlichen Unterstützung und Befreiung der Armen auf dem Land. Weil dies der Kastenzugehörigkeit und der feudalen Gesellschaftsordnung entgegenstand, stieß ihre Arbeit auf heftigen Widerstand. So kam er 1980 kurz ins Gefängnis von Tikamgarh. Dort begann er, sein zweites Buch Die Wahrheit und soziale Reformen zu schreiben. Während der Anti-Sikh-Unruhen, die 1984 zur Ermordung von Premierministerin Indira Gandhi führten, wurde auch die Organisationszentrale von ACRA niedergebrannt. 1984–1987 war Mawalwadi Ehrendirektor von Traci und veröffentlichte sein drittes Werk Wahrheit und Sozialreform. 1984 wurde er zum Chef der Bauernkommission der Janata Party ernannt, einer 1977 gegründeten Volkspartei. 1987 initiierte er eine nationale Bewegung gegen die Wiederbelebung des Sati, der traditionellen Witwenverbrennung in Nordindien. 1988–1994 arbeitete er als Assistent von Kanshi Ram, dem Gründer der Bahujan Samaj Party, der Partei der Kastenlosen.
1995 begann er mit seiner Frau den Dienst Revelation Movement aufzubauen. Seit 1996 hält er Vorlesungen weltweit und hat mittlerweile in vierzig verschiedenen Ländern gesprochen. 1999–2000 verbrachte er mit seiner Frau in der Bibliothek der Universität Cambridge in England, um die Rolle der Bibel beim Aufstieg der westlichen Kultur zu erforschen. Er erarbeitete sich mit Unterstützung eine Dokumentation und gründete die Organisation Bomi, was The Book of the Millennium International heißt. 2003 erhielt er von der juristischen Fakultät der William Carey International University in Pasadena in Kalifornien einen Ehrendoktortitel (LL.D.).
2009 veröffentlichte er in der US-amerikanischen Ausgabe von Truth and Transformation (deutsch: Wahrheit und Veränderung) seine Anregung, dass die lokalen Kirchen in der ganzen Welt als Zentren des Lernens dienen und gebührenfreie, internetunterstützte Ausbildungen anbieten sollten. 2010 begann ein Pilotprojekt in Indonesien. Er schreibt regelmäßig für Forward, eine zweisprachige Monatszeitschrift, die in Neu-Delhi erscheint. Von 2013 bis 2017 arbeitete er als Honorarprofessor für angewandte Theologie an der theologischen Fakultät der Sam Higginbottom University of Agriculture, Technology and Sciences (SHUATS) in Allahabad.
Seit 2015 ist er wieder in Europa als Gastredner unterwegs, so auf St. Chrischona (2015), an der Staatsunabhängigen Theologischen Hochschule in Riehen bei Basel (2016) und an der Bibelschule Brake in Lemgo (2017). 2017 war er einer der Hauptredner am christlichen Führungskräftekongress in Nürnberg, wo er den deutschen Reformator Martin Luther als Wegbereiter der Volkssouveränität, Demokratie und Menschenrechte in Deutschland und weltweit würdigte. 2018 war er einer der Hauptredner der ökumenischen MEHR-Konferenz in Augsburg mit mehr als 10.000 Teilnehmern.

## Familie
1975 heiratete er Ruth aus Bareilly, das im nordindischen Bundesstaat Uttar Pradesh liegt. Sie ist eine Absolventin der Universitäten Lucknow im nordindischen Uttar Pradesh und Wheaton College in Wheaton, Illinois, USA. Sie haben zwei Töchter und sechs Enkel.

## Lehre

### „Das Buch der Mitte“
In seinem 2011 veröffentlichten Werk The Book that Made Your World: How the Bible Created the Soul of Western Civilization (deutsch: Das Buch der Mitte: Wie wir wurden, was wir sind: Die Bibel als Herzstück der westlichen Kultur, 2014) wirft er einen kritischen Blick auf den heutigen Westen und auf sein Heimatland Indien. Dem Westen wirft er anhand von Beispielen vor, dass er die Bibel als sprachbildende und kulturprägende Offenbarung Gottes nicht mehr ernst nehme und damit sein eigenes Fundament zerstöre und seine Seele verliere.
Mitunter wird seine Beweisführung kritisiert; so meint etwa Franz Graf-Stuhlhofer: Mangalwadi „geht bei seinen Erläuterungen in die Breite, er springt thematisch sowie zeitlich hin und her. […] Aber er geht nicht in die Tiefe: Wichtige Argumente für seine These reißt er nur kurz an, ohne sie genauer zu beleuchten.“
Die Mönche in den christlichen Klöstern, die Reformatoren und zahlreiche Personen der Erweckungsbewegungen hätten viel für Bildung, Technik, Wissenschaft, Menschenwürde, bessere Arbeitsbedingungen und das Sozial- und Gesundheitswesen getan, wovon wir noch heute profitieren würden. Nur das Judentum und das Christentum würden die körperliche Arbeit und die damit einhergehende Technik wertschätzen, was er anhand konkreter Beispiele darlegt. So haben der Presbyterianer Cyrus McCormick und der Quäker Obed Hussey seit 1815 im mittleren Westen der USA Mähmaschinen mit Pferdebespannung entwickelt, um die Menschen von der beschwerlichen Handarbeit der Ernte zu entlasten und die Arbeitseffizienz zu steigern. Sparen, Investieren und gute Haushalterschaft (englisch: Steward) waren aufgrund der Bibellektüre als gut erkannt und zur Gewohnheit dieser Menschen geworden. Auf Seite 452 schreibt Mangalwadi: „Wenn ein Schuhmacher beschliesst, seine Schuhe zur Ehre Gottes herzustellen, dann verwendet er kein schlechtes Material, und er schlampt auch nicht bei der Verarbeitung, sondern er strebt hohe Qualität an. Integrität ist nicht etwas, was Menschen von Natur aus oder durch Verdienst haben. Eine Wirtschaft und Gesellschaft bricht zusammen, wenn die geistlichen Ressourcen fehlen, die Grundlage dieses Vertrauens waren.“
Alle modernen Sprachen, viele Schulen und die Presse Indiens seien als Folge englischer Bibelübersetzer entstanden. Christliche Missionare kämpften gegen korrupte Hindus und kolonialistische Briten und errichteten zahlreiche Schulen und Universitäten, die noch heute bestehen würden. Wegen Feudalismus und Kastendenken sei Indien heute immer noch so korrupt, dass die Demokratie schlecht funktioniere. Viele Bauern würden sich aus Not das Leben nehmen, und viele unterernährte Kinder und Arme vegetieren und sterben dahin.
Gründung von Schulen vor Ort und gebührenfreie, internetunterstützte Hochschulbildung erachtet Mangalwadi als Erfolg versprechende Strategie, besonders für unterentwickelte Länder. Dazu könnten lokale Kirchen viel beitragen, indem sie ihre Räumlichkeiten zur Verfügung stellen und bei der Betreuung von Studierenden mitwirken würden.

### „Die offene Wunde des Islam“
In seinem 2016 erschienenen Buch Die offene Wunde des Islam zeigt er auf, dass der Westen mit seinem kolonialen Imperialismus Mitschuld an der Misere in der arabischen Welt hat. Das gilt insbesondere für Staaten wie Ägypten, Iran, Afghanistan und heute für Syrien. Im Kalten Krieg wurde der Islam vor allem von den USA als Ideologie gegen den Kommunismus unterstützt und aufgebaut. Seit Ende der 1960er-Jahre kehrte sich dieser Spieß gegen Amerika und den Westen um. Theologisch fehle dem Islam aber ein Konzept für die Menschenwürde, Gleichstellung von Mann und Frau und eine humane Gesellschaft. Weil im Islam das Kreuz Christi und die Dreieinigkeit Gottes abgelehnt würden, müsse er zudem unter dem Schwert leben, was Machtausübung und Gewaltanwendung bedeute.

### Nationals Thema der Bibel
Christliche Kirchen und Theologen des Westens sollten sich erneut mit dem Thema Nation beschäftigen, weil in der Bibel dies eine wichtige Rolle spiele. Gott wolle nicht nur Einzelpersonen aufbauen und segnen, sondern auch Nationen groß und stark machen, damit sie ein Segen für die eigenen Leute und fremde Völker und Staaten sein können. Starke Länder Europas waren ein Vorbild für positive Entwicklungen in Indien.

## Publikationen
Mangalwadi verfasste 18 Bücher, viele weitere Artikel, Fernsehsendungen und Filme zu philosophischen, theologischen, religiösen, historischen, sozialen und kulturellen Themen.
- Dear Rajan: Letters to a New Believer, 1972
- The World of Gurus, 1977
  - Esoterische Kräfte. Ursprung, Wirkung, Gefahren. Berichte aus der Welt der Gurus, Hänssler Verlag, Holzgerlingen 1990, ISBN 978-3-77511-251-2
- with Ruth Mangalwadi and Darrow L. Miller: William Carey and the regeneration of India, 1977
- Truth and Social Reform, 1989
- In Search of Self: Beyond the New Age; also titled: When the New Age Gets Old: Looking for a Greater Spirituality, 1992
- with Ruth Mangalwadi: The Legacy of William Carey: A Model for the Transformation of a Culture, 1993
- Missionary Conspiracy: Letters to a Postmodern Hindu, 1996
- with Nicol McNicol: What Liberates a Woman?: The Story of Pandita Ramabai – A Builder of Modern India, 1996
- India: The Grand Experiment, 1997
- with Francis Schaeffer: Corruption Versus True Spirituality, 1998
- Why Must You Convert? 1999
- with Vijay Martis, M.B. Desai, Babu K. Verghese and Radha Samuel: Burnt Alive: The Staines and the God They Loved, 2000
- The Quest for Freedom and Dignity: Caste, Conversion, and Cultural Revolution, 2001
- Astrology, 2002
- Spirituality of Hate: A Futuristic Perspective on Indo-Pakistan Conflict, 2002
- Truth and Transformation: A Manifesto for Ailing Nations, 2009
  - Wahrheit und Wandlung. Was Europa heute braucht, Fontis – Brunnen, Basel 2016, ISBN 978-3-03848-093-8.
- The Book that Made Your World: How the Bible Created the Soul of Western Civilization, 2011
  - Das Buch der Mitte: Wie wir wurden, was wir sind: Die Bibel als Herzstück der westlichen Kultur, Fontis – Brunnen, Basel; 3. Auflage 2015, ISBN 978-3-03848-004-4.
- Why Are We Backward?: Exploring the Roots, Exploding the Myths, Embracing True Hope, 2013
  - Die offene Wunde des Islam: Antworten auf Hass und Zerstörung, Fontis – Brunnen Basel, 2016, ISBN 978-3-03848-085-3.
- Fundamente: 10 Lektionen für eine kulturelle Erneuerung (DVD), Fontis – Brunnen Basel, 2017, ISBN 978-3-03848-821-7.
- Die Seele des Westens. Wie Europa schöpferisch bleibt: Die Bibel als Brücke zwischen Wahrheit und Toleranz, Fontis – Brunnen Basel, 2019, ISBN 978-3-03848-171-3.

### Audio
- Schafft der Westen sich selbst ab? St. Chrischona 19. Juni 2015.
- Vortrag am Gemeindetagung Forum Wiedenest 2017.